# Doug Jones (homme politique)
Pour les articles homonymes, voir Doug Jones et Jones.
Gordon Douglas Jones, dit Doug Jones, né le 4 mai 1954 à Fairfield (Alabama), est un homme politique américain, membre du Parti démocrate et sénateur de l'Alabama au Congrès des États-Unis de 2018 à 2021. Avocat de profession, est également procureur des États-Unis pour le district nord de l'Alabama de 1997 à 2001.
Élu dans l'Alabama en 2017 dans des conditions exceptionnelles face au républicain Roy Moore, accusé d'abus sexuels et d'actes pédocriminels, il est le seul sénateur démocrate d'un État de la côte du Golfe lors de l'ouverture de la 116e législature fédérale le 3 janvier 2019. Il perd son siège lors des élections sénatoriales de 2020.

## Biographie

### Carrière professionnelle
Doug Jones est diplômé d'un baccalauréat universitaire en droit par l'université de l'Alabama et d'un doctorat par l'université Samford. 
Il commence sa carrière en tant que conseiller juridique du comité judiciaire du Sénat des États-Unis, au nom du sénateur démocrate Howell Heflin, élu en Alabama. Jones est ensuite procureur assistant des États-Unis dans le district nord de l'Alabama de 1980 à 1984 puis travaille en tant qu'avocat dans le privé à Birmingham, de 1984 à 1997. En 1997, il est nommé procureur des États-Unis pour le district du nord de l'Alabama, basé à Birmingham. À ce poste, il poursuit et obtient la condamnation des auteurs de l'attentat de l'église baptiste de la 16e rue, une attaque du Ku Klux Klan tuant quatre filles noires en 1963.

### Sénateur des États-Unis

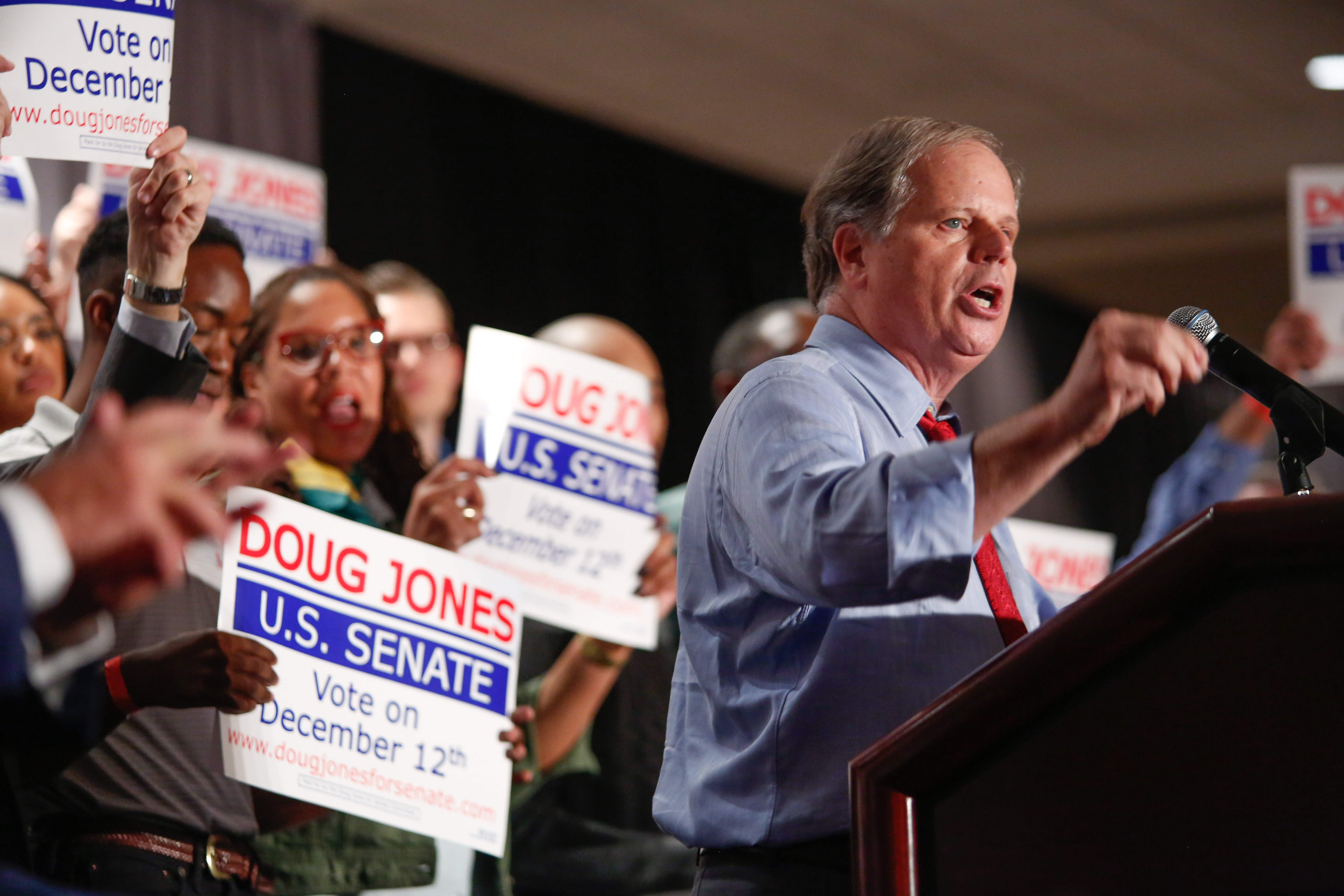
Jones en campagne pour le Sénat des États-Unis, le 3 octobre 2017.

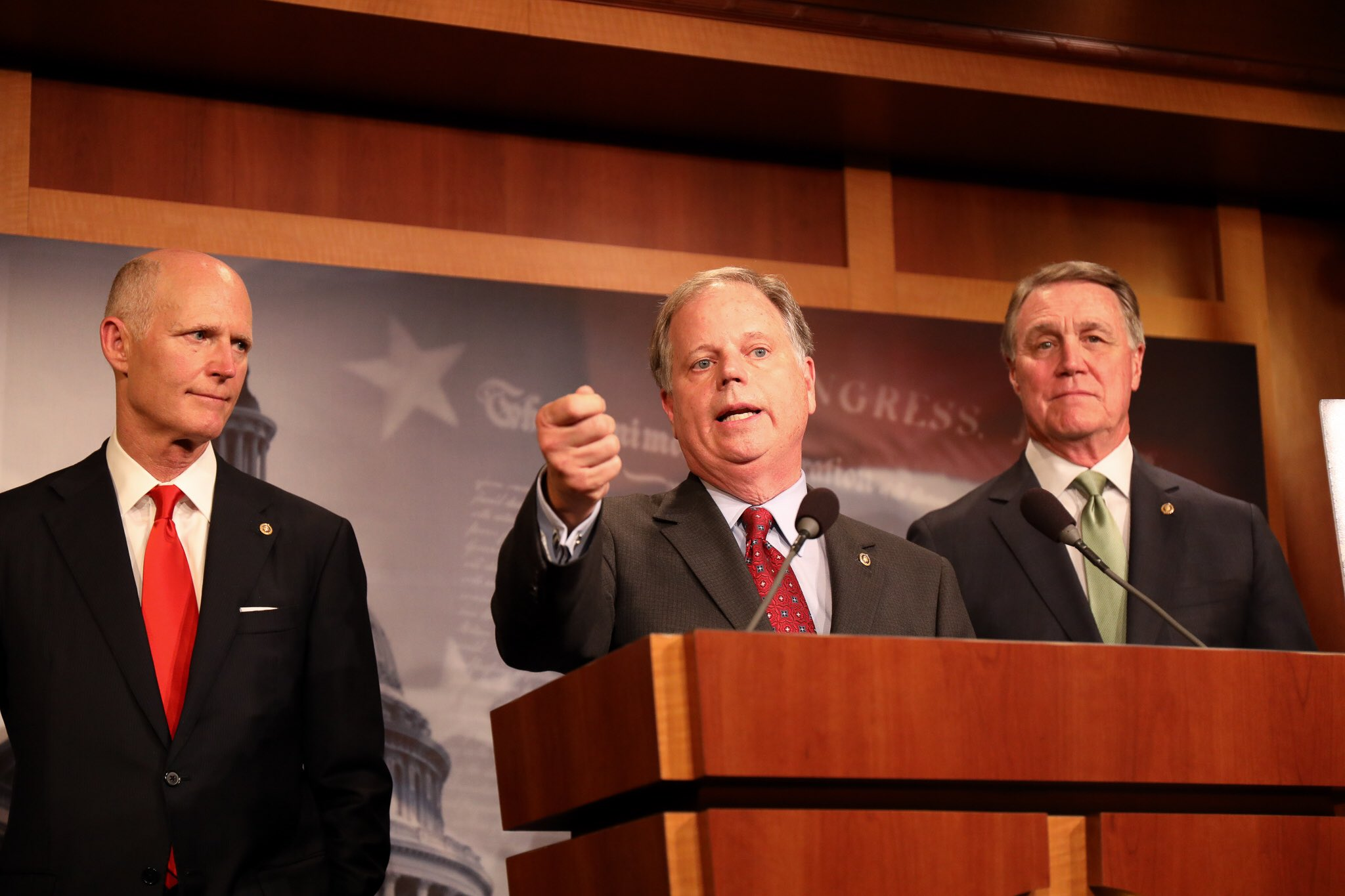
Doug Jones entouré des républicains Rick Scott (Floride) et David Perdue (Géorgie), en 2020.

En 2017, Jones se présente au Sénat des États-Unis pour succéder au républicain Luther Strange, nommé pour succéder de façon intérimaire à Jeff Sessions, qui devient procureur général des États-Unis dans l'administration du président Donald Trump. Soutenu par l'ancien vice-président Joe Biden, ainsi que la figure des droits civiques et représentant fédéral John Lewis, il remporte la primaire démocrate du 15 août 2017 avec environ deux tiers des suffrages, devançant six autres candidats.
Lors de l'élection, il affronte le républicain Roy Moore, ancien juge réputé pour ses positions conservatrices controversées. Durant la campagne, plusieurs femmes accusent Moore d'avoir abusé d'elles dans les années 1970, dont deux adolescentes. Dans un État qui vote à 62 % pour Trump lors de l'élection présidentielle de 2016, le scrutin devient serré malgré le soutien du président au candidat républicain. Le 12 décembre 2017, Jones est élu sénateur des États-Unis pour l'Alabama avec 1,5 point d'avance sur Moore (49,9 % contre 48,4 %). Il est le premier démocrate élu sénateur fédéral de l'État depuis le scrutin de 1992 avec Howell Heflin. Sa victoire est expliquée notamment par une forte mobilisation de l'électorat afro-américain (qui vote à 90 % pour Jones) et des grandes villes, conjuguée à une abstention plus importante dans les comtés blancs et ruraux.
Sa victoire est officialisée le 28 décembre 2017 par les autorités judiciaires de l'Alabama, écartant par la même occasion la contestation de Moore, qui leur reproche alors de ne pas avoir suffisamment enquêté sur de possibles fraudes électorales.
Il se présente pour sa réélection lors des élections sénatoriales de 2020 mais de nombreux journalistes et analystes politiques prédisent sa défaite en vue d'un État conservateur votant largement républicain, et sans un candidat à problème comme Moore. Il apparaît en effet comme le démocrate le plus vulnérable du cycle électoral sénatorial, faisant face à Tommy Tuberville, soutenu par le président Trump. Il ne récolte que 39,8 % des voix contre 60,2 % à Tuberville, souffrant de ses votes pour la condamnation du président Trump en 2020, ainsi que son opposition à la confirmation d'Amy Coney Barrett à la Cour suprême des États-Unis. À la suite de la victoire de Joe Biden à l'élection présidentielle de 2020, son nom revient cependant avec insistance dans la presse pour le poste de procureur général des États-Unis, avant que le juge fédéral Merrick Garland ne soit choisi.

## Positions politiques
Bien qu'il soit élu d'un État conservateur, Doug Jones soutient le droit à l'avortement, les droits des homosexuels et transgenres et le Patient Protection and Affordable Care Act (Obamacare). S'il se définit comme un « Second Amendment guy », il est favorable à un contrôle plus approfondi de la circulation des armes à feu. Il est néanmoins considéré comme un nouveau démocrate avec des positions centristes.